# Methylcarbamimidat
Methylcarbamimidat ist eine chemische Verbindung, welche 1900 von Stieglitz und McKee entdeckt wurde.

## Darstellung
Die Synthese nach Stieglitz und McKee ging von Cyanamid aus, welches entweder in Gegenwart von Salzsäure mit Methanol umgesetzt wurde (Pinner-Reaktion, führt zum Hydrochlorid), oder direkt mit Natriummethanolat. Bei letzterer Methode entsteht die freie Base nach saurer Hydrolyse. Besonders reines Methylcarbamimidat erhielten Stieglitz und McKee allerdings nur unter Verwendung des Silbercyanamids auf ansonsten gleiche Weise.
Emil Alphonse Werner zeigte 1914 eine Synthese, welche von Harnstoff ausgeht und diese bei Temperaturen zwischen mindestens 112 °C und höchstens 170 °C mit Dimethylsulfat verschmilzt. Hierbei bildete sich ein Methylhydrogensulfat des Methylcarbamimidats.
Jake Bello zeigte 1955 eine von Cyanamid ausgehende Synthese, welche zum Bis(methylisouronium)sulfat, also dem Salz bestehend aus zwei Hydrogenmethylcarbamimidat-ionen und einem Sulfat-ion, führte (Variation der Pinner-Reaktion mit Schwefelsäure). Diese neueste Synthese ist besonders unkompliziert, da sie bei Raumtemperatur abläuft und nicht wie die Synthese nach Werner stark exotherm verläuft. Bezüglich der weiteren Verwendung des Produkts kann diese Variante von Vorteil sein.

## Eigenschaften
Das Carbamat-Kohlenstoffatom im Methylcarbamimidat ist elektrophil. Wird es mit Nukleophilen angegriffen, fungiert die Methoxygruppe als Abgangsgruppe, was das Methylcarbamimidat zu einem Guanidinierungsreagenz im Hinblick auf Amine macht. Als besonders gut für diesen Einsatz geeignet hat sich das Sulfatsalz des Methylcarbamimidats erwiesen.